# Manuel Cacheira Ferreira
Manuel Cacheira Ferreira war ein uruguayischer Politiker.
Cacheira gehörte der Partido Colorado an und saß vom 7. Dezember 1923 bis 14. Februar 1926 als stellvertretender Abgeordneter für das Departamento Treinta y Tres in der Cámara de Representantes.